# JABA関東選手権大会
JABA関東選手権大会（JABAかんとうせんしゅけんたいかい）は、日本野球連盟の関東地区連盟が主催する社会人野球の企業チームによる大会である。JABA関東選抜リーグの決勝トーナメントを兼ねている。

## 概要
本大会は、JABA関東選抜リーグの上位8チームが進出し、トーナメント形式で優勝を争う。
1998年から2010年までは、JABA関東選抜リーグの上位チームは関東地区連盟傘下の千葉県野球連盟が主催するJABA千葉市長杯争奪野球大会に進出していたが、地区連盟の決勝を県連盟主催の大会で行なうという不自然な形が続いていたため、これを発展的に解消するために2011年に創設された。これにあたり、2010年を最後にJABA千葉市長杯争奪野球大会は廃止となった。

## 歴代優勝チーム等
| 回     | 開催年 | 開催地                 | 優勝チーム   |
| ------ | ------ | ---------------------- | ------------ |
| 第1回  | 2011年 | 東京都・大田スタジアム | セガサミー   |
| 第2回  | 2012年 | 東京都・大田スタジアム | JR東日本     |
| 第3回  | 2013年 | 東京都・大田スタジアム | 富士重工業   |
| 第4回  | 2014年 | 東京都・大田スタジアム | Honda        |
| 第5回  | 2015年 | 東京都・大田スタジアム | 日本通運     |
| 第6回  | 2016年 | 東京都・大田スタジアム | Honda        |
| 第7回  | 2017年 | 東京都・大田スタジアム | 日立製作所   |
| 第8回  | 2018年 | 埼玉県・県営大宮球場   | 明治安田生命 |
| 第9回  | 2019年 | 東京都・大田スタジアム | NTT東日本    |
| 第10回 | 2020年 | 中止                   | 中止         |
| 第11回 | 2021年 | 中止                   | 中止         |
| 第12回 | 2022年 | 大田スタジアム・等々力 | 日本通運     |